# Keikō
Cesarz Keikō (jap. 景行天皇 Keikō tennō) – 12. cesarz Japonii, według tradycyjnego porządku dziedziczenia.
Keikō panował w latach 71–130.

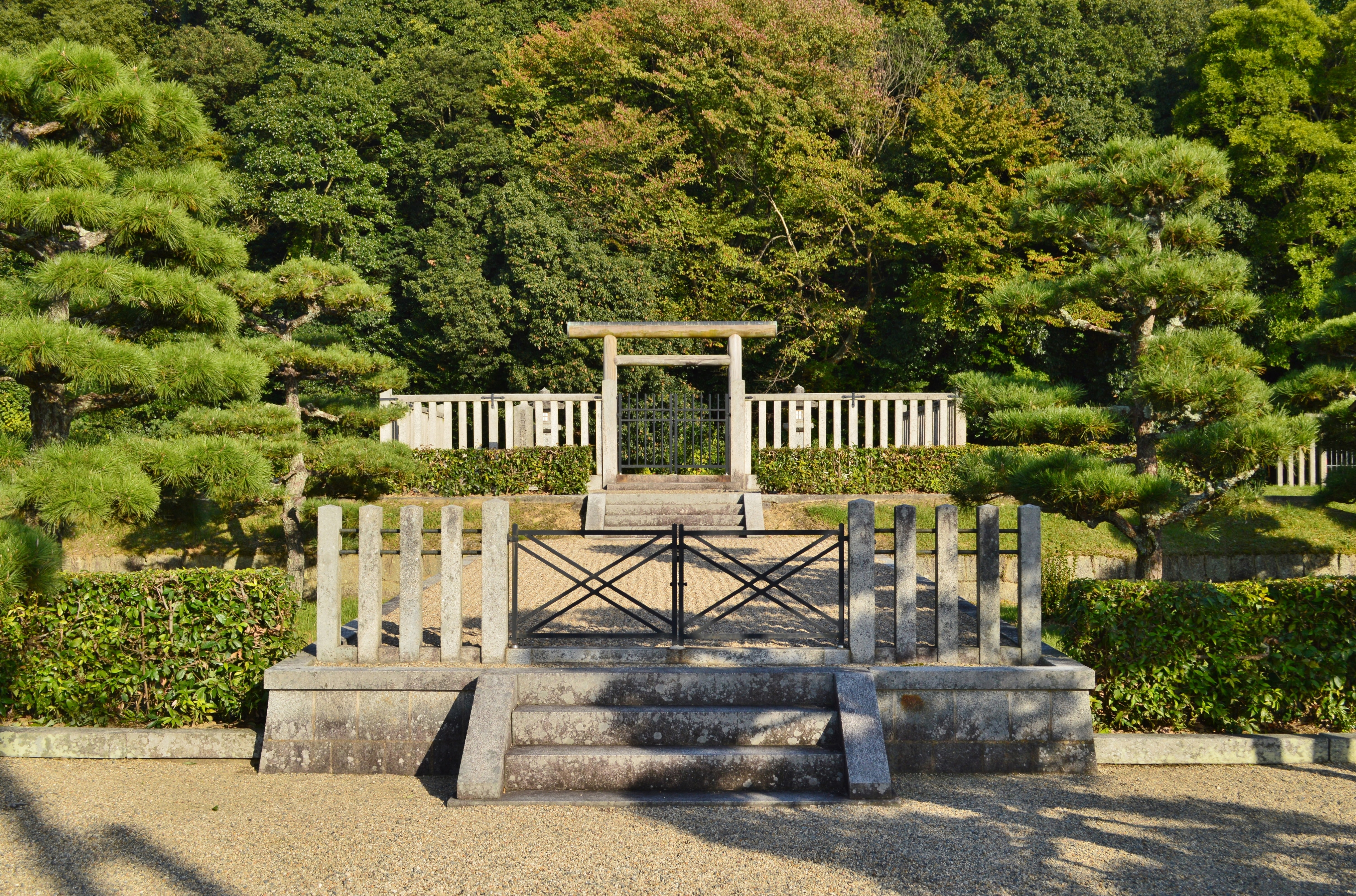
Mauzolem cesarza

Mauzoleum cesarza Keikō znajduje się w Tenri w prefekturze Nara. Nazywa się ono Yamanobe no michi no e no misasagi.